# Шенбек
Шенбек (нім. Schönbek) — громада в Німеччині, розташована в землі Шлезвіг-Гольштейн. Входить до складу району Рендсбург-Екернферде. Складова частина об'єднання громад Бордесгольм.
Площа — 6,11 км2. Населення становить 210 ос. (станом на 31 грудня 2020).